# Ота, Ёко
Ёко Ота (яп. 大田 洋子 О:та Ё:ко, 18 ноября 1906 года — 10 декабря 1963 года) — японская писательница, представитель жанра литературы атомной бомбы. Настоящее имя — Хацуко Ота.

## Биография
Родилась в городе Хиросима, её родители развелись, когда ей было восемь лет. В юности читала Такубоку Исикаву и Сюсэя Токуду, а также Гёте и Гейне. На неё в том числе повлиял Лев Толстой. После окончания средней школы она работала учителем начальной школы и секретарём, часто переезжая в Токио, Осаку, в Хиросиму. Она вышла замуж в 1926 году, но вскоре оставила семью и ребёнка. В Ономити и Осаке она работала официанткой, начав параллельно в 1929 году писать рассказы. По приглашению Кана Кикути она окончательно переехала в Токио и стала работать репортёром в журнале. Там она писала произведения в русле женской прозы. Она оказалась на литературной сцене, работая в нескольких журналах, таких как Nyonin Geijutsu. В 1939 году она за рассказ Ama (яп. 海女) получила первое место в конкурсе журнала «Тюокорон».
В 1940 году военный роман Оты «Sakura no kuni» («Вишнёвая земля») был удостоен премии газеты «Асахи» и получил широкое признание публики. В августе 1945 года она пережила атомную бомбардировку Хиросимы. Опасаясь скорой смерти от лучевой болезни, она лихорадочно работала над завершением «Shikabane no machi» («Город трупов»), рассказа о её переживаниях в Хиросиме во время бомбардировки. Роман был написан осенью 1945 года, но затем подвергся цензуре и, в конце концов опубликован через три года с удалёнными частями. Затем последовала публикация «Ningen ranru» («Человеческие лохмотья»), удостоенный Женской литературной премии. «Город трупов» был впервые опубликован в 1948 году, а Hotaru («Светлячки») — в 1953 году. «Han ningen» («Получеловек»), впервые опубликованный в 1954 году и награждённый Peace Cultural Award, иллюстрирует психологическую борьбу автора с сознанием угрозы лучевой болезни и страхом перед возможной новой войной. Как писал профессор Йельского университета Джон Уиттьер Трит в своей книге Writing Ground Zero, «Получеловек» подтверждает мнение, что Ота — «женщина, чья душа оказалась ожесточена, растревожена и уязвлена трагедией и чья проза столь же ожесточена, беспокойна и ранима».
Воздействие бомбы повлекло проблемы со здоровьем и вскоре она достигла своего лимита в художественном выражении. Она изменила свой стиль и стала писать рассказы о внутренних психологических переживаниях. Ота скончалась от сердечного приступа в 1963 году, пребывая на горячем источнике в Инавасиро (префектура Фукусима). Четырёхтомник «Ōta Yōko shū» («Собрание сочинений Ёко Оты») под редакцией Инэко Саты и др. был опубликован посмертно в 1982 году.

## Ключевые литературные произведения
- City of Corpses (яп. 屍の街 Shikabane no machi) (1948)
- Human Rags (яп. 人間襤褸 Ningen Ranru) (1951)

## Сборник произведений
- Ōta Yōko Shū, 4 volumes, 1982, published by Sanichi/Mitsui Shobō
- Хиросима: Романы. Рассказы. Стихи. (сборник)
- Шествие в пасмурный день (сборник)